# Sîrotîne
Sîrotîne (în ucraineană Сиротине) este o așezare de tip urban din orașul regional Sieverodonețk, regiunea Luhansk, Ucraina. În afara localității principale, mai cuprinde și satul Voievodivka.

## Demografie
Componența lingvistică a așezării de tip urban Sîrotîne
     Rusă (71,34%)
     Ucraineană (28,26%)
     Alte limbi (0,08%)
Conform recensământului din 2001, majoritatea populației așezării de tip urban Sîrotîne era vorbitoare de rusă (71,34%), existând în minoritate și vorbitori de ucraineană (28,26%).